# لا تشبه ذاتها
لا تشبه ذاتها، رواية صدرت 2020 للكاتبة ليلى الأطرش وهي روائية فلسطينية أردنية ولدت في عام 1948 وتوفيت في 17 أكتوبر 2021 ترجمت روايتها وقصصها القصيرة إلى عدة لغات من بينها الإنجليزية والفرنسية والإيطالية والكورية والألمانية والعبرية. توجت الرواية بجائزة كتارا للرواية العربية عن فئة الروايات المنشورة 2019.

## عن الرواية

### الكاتبة والنشر
ليلى الأطرش هي كاتبة فلسطينية معروفة، وقد نشرت العديد من الروايات التي تناقش قضايا مثل الهوية، الانتماء، والصراع الثقافي والسياسي. رواية “لا تشبه ذاتها” هي واحدة من أبرز أعمالها.

### السياق الثقافي والتاريخي
تدور أحداث الرواية في أفغانستان ولندن وعمان، وتعكس الرواية السياق الثقافي والتاريخي لهذه المناطق. تتناول الرواية موضوعات مثل الهوية، الانتماء، التعايش، والصراع السياسي والثقافي في هذه المناطق.

### الأهمية الأدبية والنقد الأدبي
رواية “لا تشبه ذاتها” تعتبر من الأعمال الأدبية المهمة التي تناقش قضايا مثل الهوية، الانتماء، التعايش، والصراع الثقافي والسياسي. الرواية تقدم صورة نقدية للشخصية العربية الفلسطينية، بينما تحاول تجميل الشخصية اليهودية. يتم تقديم هذه القضايا من خلال الرموز والمواضيع والشخصيات في الرواية. الرواية تلقى العديد من النقد الأدبي، حيث يناقش النقاد الأدبيون القضايا والمواضيع التي تطرحها الرواية.

### ملخص الرواية
رواية “لا تشبه ذاتها” للكاتبة ليلى الأطرش تدور حول شخصية “حبيبة العين الغلزاني”، وهي امرأة أفغانية تعيش في لندن وتعاني من مرض السرطان. تتذكر حبيبة العين حياتها في أفغانستان وزواجها الفاشل من “منذر الفلسطيني”. تتعامل الرواية مع موضوعات مثل الهوية، الانتماء، التعايش، والصراع السياسي والثقافي. وفقًا لتحليلك، تقدم الرواية صورة نقدية للشخصية العربية الفلسطينية، بينما تحاول تجميل الشخصية اليهودية. يتم تقديم هذه القضايا من خلال الرموز والمواضيع والشخصيات في الرواية..
«أهتزت حدود الطبقات في مجلسها بخيالات عن ليلة نسيت الشريفة فيها حرصها»
«الآن لا أريد لذلك السر أن يطوى، ومعرفة حقيقة ما حدث من حق منار وحدها. طلبتْ فردوس ألا أشيرُ إليه في روايتي، لكن من حق منار أن تعرف ما جمّلت أمي من حكايات الأسلاف، ومن واجبي البوح وأنا أسابق العمر»
«لا أعلم لما تجذبني حكايات التهجير هذة كأنني واحدة منهم، أشعر دائما ببعض الغربة في وطني كأنني لا أنتمى إلي هنا وأنتمى إلي مكان آخر وعلي الرغم من إحساس الوحشة الدائم أحاول التأقلم.»

## قصة الرواية

### الفصل الأول: البداية
تبدأ الرواية بتصوير البطلة الرئيسية وعلى لسانها “حبيبة العين الغلزاني” لرقصة صوفية وسط أوجاعها من مرض السرطان في غرفتها بمركز الحسين للسرطان في عمان. تتجلى في هذه اللحظات الأولى من الرواية القوة الروحية لحبيبة العين، حيث تستخدم الرقصة الصوفية كوسيلة للتعبير عن نفسها وللتغلب على الألم الجسدي الذي تعاني منه.
تعكس هذه الرقصة الصوفية التي تقوم بها حبيبة العين العمق الروحي لشخصيتها، وتظهر الرواية كيف تتأثر حبيبة العين بالتقاليد الصوفية والثقافة الأفغانية. تتجلى في هذه الرقصة الصوفية القوة الروحية لحبيبة العين وقدرتها على التعامل مع المعاناة.
في هذا الفصل، تقدم الرواية أيضًا نظرة على الحياة في مركز الحسين للسرطان في عمان، حيث تعيش حبيبة العين. يتم تقديم القراء للتحديات اليومية التي تواجهها حبيبة العين بسبب مرضها، ولكن أيضًا للقوة والشجاعة التي تظهرها في مواجهة هذه التحديات.
في النهاية، يعد الفصل الأول من الرواية بمثابة مقدمة قوية لشخصية حبيبة العين والتحديات التي تواجهها، ويضع القارئ في قلب القصة منذ البداية.

### الفصل الثاني: الزواج من منذر
في هذا الفصل، تتذكر حبيبة العين حياتها في أفغانستان وزواجها الفاشل من “منذر الفلسطيني”. يتم تقديم هذه القضايا من خلال الرموز والمواضيع والشخصيات في الرواية.
تتعرض الرواية للعديد من التحديات التي واجهتها حبيبة العين في حياتها الزوجية مع منذر. يتم تصوير منذر كشخصية غير متفاهمة وغير متعاونة، مما يؤدي إلى العديد من الصراعات بينهما. يتم تقديم هذه القضايا من خلال الرموز والمواضيع والشخصيات في الرواية.
تتعامل الرواية أيضًا مع موضوع الهوية والانتماء من خلال تجربة حبيبة العين مع الزواج من منذر. تتعرض حبيبة العين للعديد من التحديات بسبب اختلافاتها الثقافية والدينية مع منذر، وهذا يؤدي إلى العديد من الصراعات بينهما.
في النهاية، يعد الفصل الثاني من الرواية بمثابة نقطة تحول رئيسية في حياة حبيبة العين، حيث تتعرض للعديد من التحديات والصراعات في حياتها الزوجية مع منذر. يتم تقديم هذه القضايا من خلال الرموز والمواضيع والشخصيات في الرواية.

### الفصل الثالث: الحياة في لندن
في هذا الفصل، تنتقل الرواية إلى حياة حبيبة العين في لندن، حيث تعيش مع ابنتها “منار” وتعاني من مرض السرطان. تتعامل مع موضوعات مثل الهوية، الانتماء، التعايش، والصراع السياسي والثقافي.
تصف الرواية حياة حبيبة العين في لندن بتفصيل، بدءًا من التحديات اليومية التي تواجهها بسبب مرضها، وصولاً إلى الطريقة التي تتعامل بها مع هذه التحديات. تتعامل حبيبة العين مع مرض السرطان بشجاعة وقوة، وتستخدم تجربتها كوسيلة للتعبير عن نفسها وللتغلب على الألم الجسدي الذي تعاني منه.
تتعامل الرواية أيضًا مع موضوع الهوية والانتماء من خلال تجربة حبيبة العين في لندن. بالرغم من أنها تعيش في لندن، إلا أنها تحافظ على ارتباطها بثقافتها الأفغانية وتقاليدها. تتعامل مع موضوعات مثل الهوية، الانتماء، التعايش، والصراع السياسي والثقافي.
في النهاية، يعد الفصل الثالث من الرواية بمثابة نقطة تحول رئيسية في حياة حبيبة العين، حيث تتعرض للعديد من التحديات والصراعات في حياتها في لندن. يتم تقديم هذه القضايا من خلال الرموز والمواضيع والشخصيات في الرواية.

### الفصل الرابع والأخير: النهاية
تنتهي الرواية بتصوير حبيبة العين وهي ترقص رقصة صوفية في غرفتها بمركز الحسين للسرطان في عمان، مستذكرة حياتها والأحداث التي مرت بها. هذه اللحظة تعكس القوة الروحية لحبيبة العين وقدرتها على التعامل مع المعاناة.
تتذكر حبيبة العين حياتها في أفغانستان، زواجها من منذر، وحياتها في لندن. تتذكر الأحداث السعيدة والحزينة، وكيف أثرت هذه الأحداث في حياتها. تتذكر أيضًا الأشخاص الذين التقت بهم وكيف أثروا في حياتها.
في النهاية، تقدم “لا تشبه ذاتها” صورة نقدية للشخصية العربية الفلسطينية، بينما تحاول تجميل الشخصية اليهودية. يتم تقديم هذه القضايا من خلال الرموز والمواضيع والشخصيات في الرواية.
تعكس الرواية القوة الروحية لحبيبة العين وقدرتها على التعامل مع المعاناة، وتظهر الرواية كيف تتأثر حبيبة العين بالتقاليد الصوفية والثقافة الأفغانية. تتجلى في هذه الرقصة الصوفية القوة الروحية لحبيبة العين وقدرتها على التعامل مع المعاناة.
في النهاية، يعد الفصل الرابع والأخير من الرواية بمثابة نقطة تحول رئيسية في حياة حبيبة العين، حيث تتعرض للعديد من التحديات والصراعات في حياتها. يتم تقديم هذه القضايا من خلال الرموز والمواضيع والشخصيات في الرواية.

## الشخصيات

### الشخصيات الرئيسية
الشخصيات الرئيسية في رواية “لا تشبه ذاتها” للكاتبة ليلى الأطرش هي:
1. حبيبة العين الغلزاني: هي الشخصية الرئيسية في الرواية. حبيبة العين هي امرأة أفغانية تعيش في لندن وتعاني من مرض السرطان. كما أنها كانت متمردة على قوانين العائلة والتقاليد والعادات التي فرضها المجتمع المتقلب على امتداد التاريخ.
2. منذر الفلسطيني: هو زوج حبيبة العين السابق. يتم تصوير منذر كشخصية غير متفاهمة وغير متعاونة.
3. منار: هي ابنة حبيبة العين1.
4. أرسلان الغلزاني: هو والد حبيبة العين وهو سياسي ودبلوماسي ورجل أعمال معروف في مجتمعه ورث الزعامة والثروة عن جده الغلزاني الأكبر.

هذه الشخصيات تلعب أدوارًا مهمة في الرواية وتساهم في تطور القصة والأحداث.

## جوائز
توجت الرواية بجائزة كتارا للرواية العربية في فئة "الروايات المنشورة" 2019.